# Науково-технологічний комплекс «Інститут монокристалів» НАН України
Науково-технологічний комплекс «Інститут монокристалів» Національної академії наук України (м. Харків) — державна наукова установа, провідний науковий центр, у якому проводяться міждисциплінарні дослідження у багатьох пріоритетних напрямках сучасного матеріалознавства, фізики, хімії, біології та медицини.
У Науково-технологічному комплексі виконується повний цикл наукових розробок — починаючи з ідеї та фундаментальних досліджень до практичного створення матеріалів і готового обладнання на їх основі та організації виробництва. За роки існування установи її науковцями розроблено низку унікальних інтелектуальних матеріалів та технології, у тому числі таких, що не мають аналогів у світі.

## Історія
У п'ятдесяті роки XX століття ряд важливих галузей народного господарства, в першу чергу, оборонна промисловість, відчували гостру потребу у вітчизняних неорганічних і сцинтиляційних матеріалах та особливо чистих хімічних речовинах. Розробка та освоєння промислового випуску таких матеріалів і стали головною задачею нової установи — Харківської філії Всесоюзного науково-дослідного інституту хімічних реактивів (ІРЕА) Міністерства хімічної промисловості, рішення про створення якого було прийнято 6 лютого 1955 року. Директором філії ІРЕА біло призначено М. Г. Семененка. Серед учених, які приклалися до вивою інституту — Григорій Зільберман.
Не пройшло й 5 років, як філію було перетворено на Всесоюзний Науково-дослідний інститут монокристалів, сцинтиляційних матеріалів і особливо чистих хімічних речовин Міністерства хімічної промисловості СРСР. Першим директором нового інституту став В. М. Ізвєков.
У 1975 році на базі інституту було створено Науково-виробниче об'єднання «Монокристалреактив», до якого увійшов Харківський завод хімреактивів, заснований у 1934 р., та дослідний завод інституту. На цей час об'єднання вже стало провідною науковою установою в галузі матеріалознавства. Генеральними директором об'єднання до 1985 р. був С. Є. Ковальов.
Розроблені у той час технології широко впроваджувались на промислових підприємствах країни. Були освоєні технології виробництва широкої гамми сцинтиляційних та електрооптичних водорозчинних кристалів, пластмасових та рідких сцинтиляторів, люмінесцентних рідин для дефектоскопії тощо. Активно розвивались і фундаментальні дослідження в галузях матеріалознавства, фізики та хімії.
В 1985 р. НВО «Монокристалреактив» очолив В. П. Семиноженко. За його ініціативою об'єднання у 1991 році перейшло у підпорядкування Національної Академії наук України та на його базі було створено Науково-технологічний комплекс «Інститут монокристалів». Включення установи до складу Національної академії наук сприяло збереженню її наукового потенціалу в непростий період першої половини 90-років минулого століття, суттєвому підвищенню активності в проведенні фундаментальних досліджень, створенню нових наукоємних технологій та виробництв.

## Структура
Сьогодні НТК «Інститут монокристалів» НАНУ — державна наукова установа, до складу якої входять установи, які є одними з провідних в галузі функціонального матеріалознавства:

### Академічні установи
- Інститут монокристалів;
- Інститут сцинтиляційних матеріалів;
- Відділення хімії функціональних матеріалів.

Також до складу комплексу входять установи, на яких впроваджуються його найсучасніші науково-технічні розробки для подальшої їх реалізації в промислових масштабах:

### Виробництва
- ДП «Науково-дослідний інститут мікроприладів»;

- Науково-технічний центр імунобіотехнології;
- ДП «Завод хімічних реактивів»;
- Центральне конструкторське бюро машинобудування «Донець»

### Інноваційні підприємства
- Технологічний парк «Інститут монокристалів»
- Центр Розвитку Малого Бізнесу (ЦРМБ) «Харківські технології»

Існуюча структура комплексу дозволяє найбільш повно використовувати науковий та технічний потенціал, проводити мультідисциплінарні дослідження, отримувати найважливіші фундаментальні результати, розвивати такі напрями науки, як мікроелектроніка, нанотехнології, створення лазерних та сцинтиляційних кристалів, дослідження процесів росту кристалів і наносистем, сцинтиляційне матеріалознавство, нові методи діагностики захворювань, медичне приладобудування та ін.

## Основні напрямки діяльності

### Інститут монокристалів
Розвиток фундаментальних досліджень процесів росту кристалів і наносистем.
Пошук нових кристалічних середовищ з функціонально-важливими властивостями.
Фундаментальні основи нанотехнологій.
Комплексні дослідження фізичних явищ в оптичних монокристалах, наностистемах та їх фізико-хімічних властивостей.
Теорія нелінійних явищ, транспорту та структуроутворень у конденсованих станах речовин.

### Інститут сцинтиляційних матеріалів
Фундаментальні та прикладні дослідження у галузі матеріалознавства сцинтиляційних та люмінесцентних середовищ.
Розробка технології одержання сцинтиляційних детекторів і створення пристроїв на їх основі.
Фундаментальні дослідження взаємодії випромінювання з речовиною.

### Наукове-дослідне відділення хімії функціональних матеріалів
Хімія і технологія органічних та неорганічних функціональних матеріалів, у тому числі супрамолекулярних, нанорозмірних і рідкокристалічних систем та їх компонентів, люмінофорів і барвників.
Аналітична хімія, фізико-хімічні та структурні дослідження функціональних матеріалів та їх компонентів.
Хімія і технологія матеріалів фармацевтичного та медико-біологічного призначення і фізіологічно активних сполук.

### Науково-технічний центр імунобіотехнології
Розробка та вдосконалення імуноферментних тест-систем для діагностики актуальних хвороб людини та тварин на основі досягнень сучасної біотехнології.
Створення референс-панелей для стандартизації лабораторної діагностики сучасних інфекційних хвороб за допомогою імуноферментних та молекулярно-генетичних методів досліджень.
Розробка безприладних швидких імунохроматографічних тестів для діагностики інфекційних хвороб.
Розробка і впровадження сучасних методів аналізу нуклеїнових кислот.

### Науково-дослідний інститут мікроприладів
Фундаментальні та прикладні дослідження мікро-, нано- та оптоелектронних структур для створення інтегральних схем, світлодіодів та мікроелектронних приладів спеціального призначення.
Розробка і впровадження в виробництво мікросхем, приладів лазерної техніки та оптоелектроніки.
Розробка методів діагностики і фінко-технічних досліджень напівпровідникових матеріалів та приладів на їх основі.

## Наукові школи
Про визнання високої кваліфікації вчених комплексу свідчить обрання їх до складу Національної Академії наук України, присвоєння Почесних звань, присудження вчених ступенів. В НТК «Інститут монокристалів» працює 3 дійсних члени (академіки) НАН України та 1 член-кореспондент НАН України. Співробітниками комплексу виконано та успішно захищено більше 40 докторських та 300 кандидатських дисертацій.
За роки існування комплексу наукові розробки його співробітників 7 разів відзначались Державною премією України в галузі науки і техніки, та іншими численними преміями та нагородами.
Відповідно до основних напрямів діяльності у комплексі вирішуються фундаментальні та прикладні проблеми, що пов'язані, в першу чергу, з цілеспрямованим пошуком та розробкою нових функціональних матеріалів широкого спектра призначення. Успішній діяльності НТК «Інститут монокристалів» без сумніву сприяє наявність потужних наукових шкіл — люмінофорів та барвників (засновник проф. Б. М. Красовицький),
- аналітичної хімії функціональних матеріалів (засновник проф. А. Б. Бланк),
- нерівноважних явищ у твердих тілах та матеріалознавство надпровідників (керівник — академік НАН України В. П. Семиноженко),
- сцинтиляційного матеріалознавства (керівник — академік НАН України Б. В. Гриньов),
- лазерних та нелінійно-оптичних монокристалів (керівник — академік НАН України В. М. Пузіков),
- оптичних нанокристалічних матеріалів (керівник — член-кореспондент НАН України О. В. Толмачов)

НТК «Інститут монокристалів» видає англійською мовою науковий журнал «Functional Materials» (англ. Journal "Functional Materials" print:ISSN 1027-5495; online:ISSN 2218-2993).